# FH-77
Die Fälthaubits 77 (FH-77) ist eine gezogene Feldhaubitze des Kalibers 155 mm aus schwedischer Produktion. Das Geschütz verfügt über einen hohen Automatisierungsgrad und einen Hilfsmotor zum Eigenantrieb.

## Entwicklung
Die FH-77 entstand in den 1960er Jahren auf Grund einer Forderung der schwedischen Streitkräfte. Diese wollten das aus den späten 1940er-Jahren stammende Geschütz Obusier de 155 mm Modèle 50 durch ein modernes ersetzen. Gefordert wurde eine Feldhaubitze, welche über eine hohe Kadenz sowie über eine große Mobilität verfügte. Nach verschiedenen Tests von ausländischen Modellen entschied man sich zu einer Eigenproduktion. Der Entwicklungsauftrag wurde Bofors zugesprochen, welche bis 1973 den ersten Prototyp mit der Bezeichnung FH-77A entwickelte. Ab 1975 begannen die Feldtests durch die Schwedischen Streitkräfte. Ab 1978 erfolgte die Auslieferung der Seriengeschütze an Schweden, welche bis 1984 abgeschlossen war.
Im Jahr 1984 entschied man sich bei Bofors, eine Ausführung der FH-77 für den Exportmarkt zu entwickeln. Das neue Geschütz sollte angepasst werden und so dem NATO-Standard entsprechen. Daraufhin entstand die Ausführung FH-77B, welche ab 1986 auf dem Exportmarkt angeboten wurde. Im Jahr 1997 lag der Preis für ein FH-77-Geschütz zwischen 601.200 und 606.800 US-Dollar.
In die Schlagzeilen gelangte das Geschütz während des Evaluationsverfahrens für ein neues Artilleriegeschütz für Indien. Im Zuge dieses Auswahlverfahrens soll Bofors dabei 40 Millionen US-Dollar an Provisionen (Schmiergelder) bezahlt haben. Dies führte in Indien zum Bofors-Skandal, welcher juristisch und politisch aufgearbeitet wurde.

## Varianten
- FH-77A: 1. Serienversion für die schwedischen Streitkräfte.
- FH-77AD: Ausführungen der FH-77A, welche auf den Stand der FH-77B nachgerüstet wurden.[9]
- FH-77B: Exportversion mit NATO-Standard und Mercedes OM-616-918-Hilfsmotor.[5]
- FH-77B02: Ausführung mit 45 Kaliberlängen (L/45).[2][10]
- FH-77B05: Ausführung mit 52 Kaliberlängen (L/52).[11]
- FH-77BW L52: Selbstfahrlafette mit dem Geschütz FH-77B05.
- CD-80: Ausführung mit Kaliber 120 mm zur Küstenverteidigung für die Schwedischen Streitkräfte.

## Technik
Die FH-77 ist eine konventionelle Feldhaubitze mit Kraftzugsystem. Sie zeigt das übliche Muster einer zweirädrigen Spreizlafette mit einem Hilfsmotor zum kurzzeitigen Eigenantrieb. Die FH-77 wiegt je nach Ausführung 11.450 bis 11.980 kg. Die Länge der FH-77 liegt zwischen 11,16 und 11,60 m in feuerbereiter Stellung. Die Höhe der Geschütze (durch das Geschützrohr bedingt) beträgt 2,75 bis 2,81 m in der gezogenen Stellung. Die Breite auf der Fahrbahn liegt bei 2,65 m und die Bodenfreiheit beträgt 400 mm. Mit gespreizten Holmen beträgt die Breite 7,18 bis 7,21 m.

### Geschütz
Während die Ausführung FH-77A ein Geschützrohr mit 38 Kaliberlängen verwendet, kommt bei der Ausführung FH-77B ein solches mit 39 Kaliberlängen zum Einsatz. Bei der Ausführung FH-77B entspricht die Brennkammer dem Joint Ballistics Memorandum of Understanding (JBMoU) der NATO und hat ein Volumen von 18 Liter. Das Geschützrohr ist auf einer einachsigen Lafette mit zwei Spreizholmen untergebracht. Vorne an der Lafette ist ein Volvo-B20-Hilfsmotor mit einer Leistung von 59 kW (80 PS) angebracht. Der Hilfsmotor dient zum Speisen des Hydrauliksystems, zum Heben der Holmenden beim Abkuppeln, zum Lenken der Stützräder und ihrem Heben beim Kraftzugbetrieb sowie zum Spreizen und Schließen der Holme. Auch kann das Geschütz mit dem Hilfsmotor über kurze Distanzen mit bis zu 9 km/h in die Feuerstellung gefahren werden. Bei der Rohrwiege sind am Geschützrohr zwei hydropneumatische Rohrbremsen und Rückholeinrichtungen montiert. Neben der Rohrwiege sind auf beiden Seiten ein Sitz für Kanonier und Ladeschütze montiert. Beim linken Sitz befindet sich ein Lenkrad, die Visiereinrichtung sowie weitere Bedienelemente. Der Seitenrichtbereich in der unteren Winkelgruppe beträgt ±25°. In der oberen Winkelgruppe sind ±30° möglich. Der Höhenrichtbereich der FH-77A beträgt -3° bis +50°. Bei der Ausführung FH-77B kann das Geschützrohr bis zu einer Elevation von 70° angestellt werden. Während die FH-77A mit einem vertikalen Keilverschluss ausgerüstet sind, verfügen die späteren FH-77B über einen Schraubenverschluss. Die FH-77-Geschütze sind mit einem automatischen Ladesystem ausgerüstet. Die Ladeautomatik führt die Geschosse zu und setzt sie im Rohr an. Danach werden die Treibladungskartusche und Treibladungsanzünder geladen und zugeführt. Weiter steht ein Ladekran zur Verfügung, mit welchem jeweils drei Geschosse vom Boden in die Ladeschale gehoben werden können.

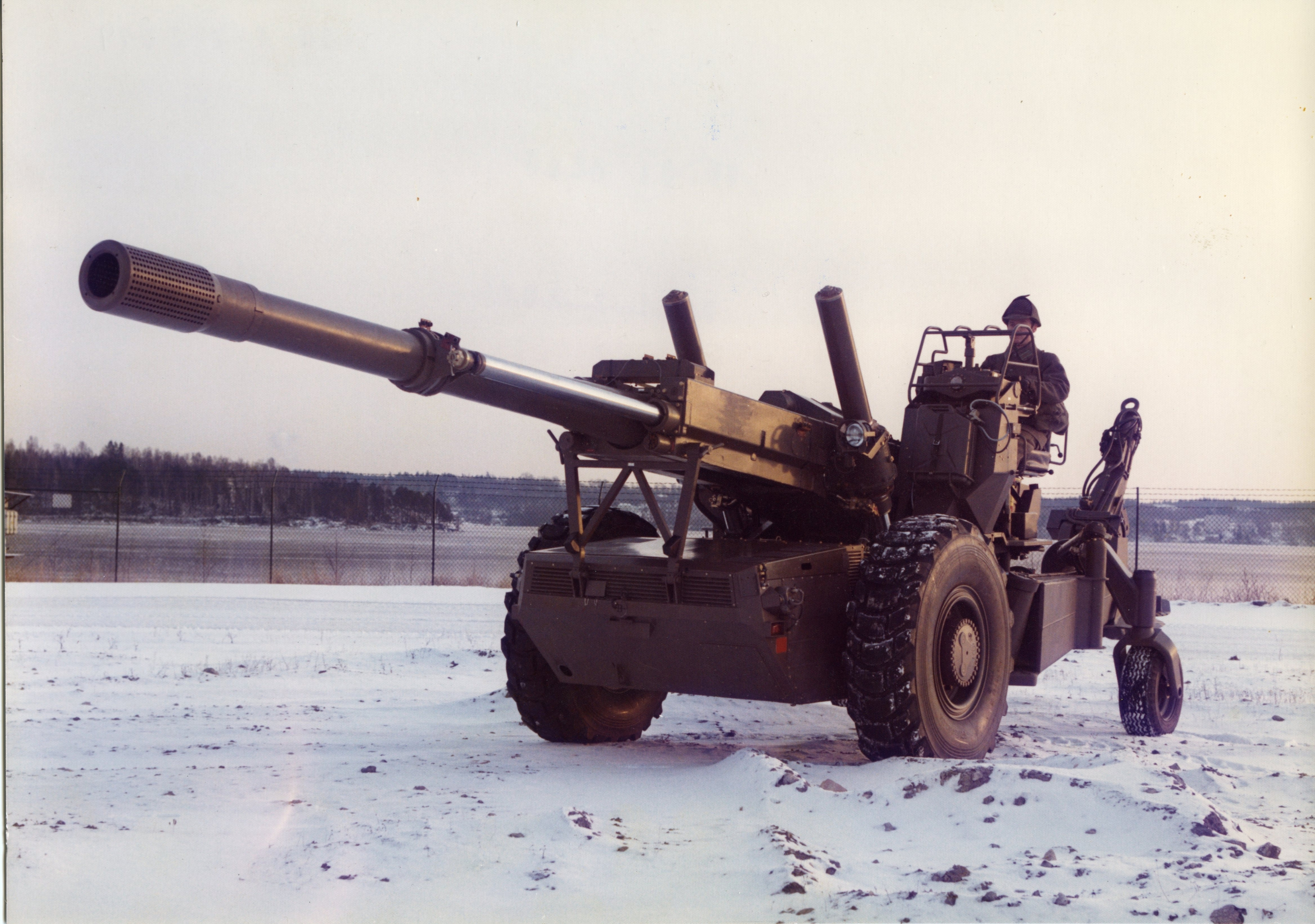
FH-77 in Fahrstellung

Beim Transport sind die Holme nach hinten geklappt und ruhen auf zwei absenkbaren und lenkbaren Stützrädern. In Fahrstellung zeigt das Rohr nach hinten, entgegen der Fahrtrichtung. Die zwei Stützräder ermöglichen die Steuerung bei der Nutzung des Hilfsmotors. Zum Straßentransport verwenden die schwedischen Streitkräfte den Scania-SBA111-Lastkraftwagen. Die maximal zulässige Zuggeschwindigkeit auf der Straße beträgt 70 km/h.
Um das Geschütz feuerbereit zu machen, benötigt die 6–10-köpfige Bedienmannschaft rund 1 bis 3 Minuten. Danach kann das Geschütz zur Not auch von zwei Mann bedient werden. Beim Schießen ruht das Geschütz vorne auf den Haupträdern und hinten auf den Holmen. Der Rückstoß wird durch eine Vielloch-Mündungsbremse gemindert und der restliche Rückstoß über zwei an den Holmenden befindliche Erdsporne ins Erdreich abgeleitet. Die FH-77 kann sowohl autonom oder im verbundenen Einsatz verwendet werden.
Neben dem fest installierten Navigationssystem und der Feuerleitanlage kann die FH-77 zusätzlich mit einer Messanlage zur Messung der Mündungsgeschwindigkeit sowie einer Wetterstation ausgerüstet werden.
Mit dem automatischen Ladesystem können innerhalb von 10 bis 12 Sekunden 3 Schuss abgefeuert werden. Danach können weitere 6 Schuss innerhalb von 25 Sekunden abgefeuert werden. Somit können vier Geschütze innerhalb einer Minute rund 1,5 Tonnen Munition ins Ziel bringen. Für anhaltendes Feuer ist eine Schussfolge von 2 bis 6 Schuss pro Minute möglich.

### Munition
Die Ausführung FH-77A verwendet getrennte Munition mit Treibladungskartuschen aus Kunststoff. Das heißt, das Geschoss und die Treibladung werden nacheinander geladen. Die Treibladungskartuschen können vor dem Ladevorgang mit verschiedenen Treibladungen bestückt werden. Beim Ladevorgang wird die Treibladungskartusche auf das Geschoss aufgesteckt. Nach der Schussabgabe wird die leere Treibladungskartusche automatisch ausgeworfen und kann neu beladen werden. Die Ausführung FH-77B verwendet getrennt geladene Munition mit variablen Treibladungsbeuteln mit NATO-Standard. Während für die Ausführung FH-77A eigens für dieses Geschütz hergestellte Munition verwendet wird, kann die Ausführung FH-77B nahezu die gesamte 155 mm-NATO-Munition verschießen.
Die Ausführung FH-77A verwendet die folgende Munition:
| Name               | Geschosstyp                                      | Gewicht | Füllung                    | Schussdistanz |
| ------------------ | ------------------------------------------------ | ------- | -------------------------- | ------------- |
| M/77 (SGR 77)      | Sprenggranate mit Hohlboden                      | 42,4 kg | 7,8 kg TNT                 | 23 km         |
| M/77SC (SGR 54-77) | Sprenggranate                                    | 43 kg   | 7 kg TNT                   | 22 km         |
| SGR 77R            | Sprenggranate mit Raketenantrieb                 | unbek.  | unbek.                     | 27 km         |
| PRB 77BB Mk.10     | Extended-Range-Full-Bore-Geschoss mit Base Bleed | 45,4 kg | 8,8 kg TNT                 | 30 km         |
| BONUS              | Suchzünder-Munition                              | 45 kg   | 2 Suchzünder-Streumunition | unbek.        |

Technische Daten aus
Die Ausführung FH-77B verwendet die folgende Munition:
| Name            | Geschosstyp                          | Gewicht | Füllung                    | Schussdistanz |
| --------------- | ------------------------------------ | ------- | -------------------------- | ------------- |
| M/77B (SGR 77B) | Sprenggranate mit Hohlboden          | 42,4 kg | 7,8 kg TNT                 | 24 km         |
| M107            | Sprenggranate                        | 41,9 kg | 6,6 kg TNT                 | 24 km         |
| M549            | Sprenggranate mit Raketenantrieb     | 43,5 kg | 7,3 kg Composition B       | 30 km         |
| M795            | Sprenggranate                        | 46,7 kg | 10,8 kg TNT/IMX-101        | 24,7 km       |
| M982 Excalibur  | präzisionsgelenkte Artilleriegranate | 48 kg   | 22 kg PBX                  | über 30 km    |
| BONUS           | Suchzünder-Munition                  | 45 kg   | 2 Suchzünder-Streumunition | 27 km         |

Technische Daten aus
Weiter stehen für die FH-77 Nebelgeschosse, Leuchtgeschosse sowie Exerzier- und Übungsgeschosse zur Verfügung.

## Kriegseinsätze
Indien setzte die FH-77 während des Kaschmir-Konflikts und des Kargil-Kriegs gegen Pakistan ein.

## Nutzerstaaten
- Indien – 410 FH-77B sowie Lizenzproduktion der FH-77B02 unter der Bezeichnung Dhanush[10][14]
- Iran – 18 FH-77B[15]
- Nigeria – 48 FH-77B (24 eingelagert)[2][14][16]
- Schweden – 203 FH-77A, FH-77AD und FH-77B[1][9]